# Gotham Independent Film Awards 2009
La 19ª edizione dei Gotham Independent Film Awards si è svolta il 30 novembre 2009 al Cipriani Wall Street di New York ed è stata presentata da Kumail Nanjiani.
Le candidature sono state annunciate il 19 ottobre 2009.

## Vincitori e candidati
I vincitori sono indicati in grassetto, a seguire gli altri candidati.

### Miglior film
- The Hurt Locker, regia di Kathryn Bigelow
- A Serious Man, regia di Joel ed Ethan Coen
- Amreeka, regia di Cherien Dabis
- Big Fan, regia di Robert D. Siegel
- Affetti & dispetti (La nana), regia di Sebastián Silva

### Miglior documentario
- Food, Inc., regia di Robert Kenner ed Elise Pearlstein
- Good Hair, regia di Jeff Stilson
- My Neighbor, My Killer, regia di Anne Aghion
- Tyson, regia di James Toback
- Paradise, regia di Michael Almereyda

### Miglior interprete emergente
- Catalina Saavedra - Affetti & dispetti (La nana)
- Ben Foster - Oltre le regole - The Messenger (The Messenger)
- Patton Oswalt - Big Fan
- Jeremy Renner - The Hurt Locker
- Souléymane Sy Savané - Goodbye Solo

### Miglior cast
- The Hurt Locker

Jeremy Renner, Anthony Mackie, Brian Geraghty, Ralph Fiennes, Guy Pearce, David Morse ed Evangeline Lilly
- Adventureland

Jesse Eisenberg, Kristen Stewart, Martin Starr, Kristen Wiig, Bill Hader, Ryan Reynolds e Margarita Levieva
- Cold Souls

Paul Giamatti, Dina Korzun, Emily Watson, Katheryn Winnick e David Strathairn
- A Serious Man

Michael Stuhlbarg, Richard Kind, Fred Melamed e Sari Lennick
- Sugar

Algenis Perez Soto, Rayniel Rufino, Michael Gaston, André Holland, Ann Whitney, Richard Bull, Ellary Porterfield e Jaime Tirelli

### Miglior regista emergente
- Robert D. Siegel - Big Fan
- Cruz Angeles - Don't Let Me Drown
- Frazer Bradshaw - Everything Strange and New
- Noah Buschel - The Missing Person
- Derick Martini - Lymelife

### Miglior film non proiettato in un cinema vicino
- You Won't Miss Me, regia di Ry Russo-Young
- Everything Strange and New, regia di Frazer Bradshaw
- Guy and Madeline on a Park Bench, regia di Damien Chazelle
- October Country, regia di Michael Palmieri e Donal Mosher
- Zero Bridge, regia di Tariq Tapa

### Premio alla carriera
- Tim Bevan ed Eric Fellner
- Kathryn Bigelow[5]
- Natalie Portman[5]
- Stanley Tucci[5]